# Olaya Herrera
Olaya Herrera là một khu tự quản thuộc tỉnh Nariño, Colombia. Thủ phủ của khu tự quản Olaya Herrera đóng tại Bocas de Satinga Khu tự quản Olaya Herrera có diện tích 425 ki lô mét vuông. Đến thời điểm ngày 28 tháng 5 năm 2005, khu tự quản Olaya Herrera có dân số 21495 người.